# Fred Schneider
Pour les articles homonymes, voir Schneider.
Frederick William Schneider III dit Fred, né le 1er juillet 1951 à Newark (New Jersey), est un musicien et chanteur américain. Il est surtout connu en tant que membre fondateur et leader du groupe The B-52's et est réputé pour sa pratique du Sprechgesang.
Il a sorti deux albums solos, Fred Schneider & the Shake Society en 1984 et Just Fred en 1996 (ce dernier produit par Steve Albini), et travaille actuellement[Quand ?] à un nouveau projet nommé The Superions.
Il est apparu dans de nombreux films, parmi lesquels Desert Blue ou La Famille Pierrafeu.
Il est ouvertement gay.